# Fabrizio Maffei

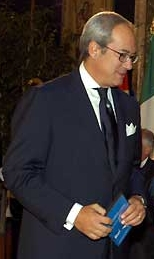
Fabrizio Maffei

Fabrizio Maffei (Roma, 28 aprile 1955) è un giornalista e conduttore televisivo italiano.

## Biografia
Già nel corso degli studi secondari, cominciando per hobby, ha intrapreso l'attività giornalistica proseguita poi a tempo pieno dopo quelli universitari. Ben presto ha capito che alla professione di avvocato – tradizione di famiglia – avrebbe preferito di gran lunga la strada del giornalismo, sportivo in particolare. Dopo una gavetta nella carta stampata (Momento Sera, Il Tempo, Olimpico) e nelle prime radio e TV private romane, nel 1976 è entrato a far parte della Rai come collaboratore della redazione sportiva del TG1, allora guidata da Tito Stagno e Sandro Petrucci.
Ha esordito in voce con la trasmissione Mercoledì Sport, durante la quale commentava le partite delle coppe europee giocate dalle squadre estere. Nel 1981 è diventato redattore ordinario dopo l'esame da professionista. Al TG1 è rimasto per molti anni compiendo passi importanti per la sua fortunata carriera: prima caposervizio, poi viceredattore capo, infine redattore capo all'atto del pensionamento di Stagno. La sua notorietà televisiva è legata principalmente alla conduzione di 90º minuto, che ereditò da Paolo Valenti dopo la sua morte e che condusse dal 1990 al 1992 e successivamente dal 1999 al 2003. Nel 1984 interpreta se stesso in vari camei del film L'allenatore nel pallone con Lino Banfi.
Ciò gli valse due Telegatti, nel 1999 e 2001, Inoltre fu curatore dal 1993 al 1994 assieme ad Alfredo Pigna de La Domenica Sportiva e condusse anche le trasmissioni d'intrattenimento e informazione legate ai mondiali di calcio e le lunghe dirette per le notti olimpiche. Come inviato e telecronista ha seguito da inviato vari grandi eventi, tra i quali mondiali di calcio ed Olimpiadi. Alla fine del 1996 ha lasciato il TG1 per ricoprire la carica di direttore di Rai Sport, ruolo che ricoprì due volte, dal 1997 al 1999 e dal 2003 al 2007, lasciando definitivamente il mondo del giornalismo sportivo – per scelta personale – dopo il mondiale di calcio del 2006.
Della sua direzione si ricordano in particolare i successi organizzativi delle Olimpiadi di Atene 2004 e di Torino 2006 (per la prima volta in assoluto trasmesse per intero, 24 ore al giorno, in entrambe le occasioni su Rai 2). Con il desiderio di nuove esperienze professionali, nel 2007 ha accettato di trasferirsi a New York dove per circa tre anni ha ricoperto il ruolo di presidente e amministratore delegato di Rai Corporation. È stato inoltre vice presidente del Gruppo Romano Giornalisti Sportivi e Direttore delle Relazioni Esterne della Rai. Nel 2004 il presidente della Repubblica Carlo Azeglio Ciampi lo ha nominato "Cavaliere Ufficiale della Repubblica Italiana". Pur avendo abbandonato per scelta il mondo dello sport, resta un noto tifoso della Lazio della quale ha anche vestito i colori nelle sezioni nuoto.